# Haider Ackermann
Pour les articles homonymes, voir Ackermann.
Haider Ackermann, né à Santa Fe de Bogota (Colombie) le 29 mars 1971, est un créateur français de prêt-à-porter. De septembre 2016 à avril 2018, il est à la direction artistique de la maison Berluti. En septembre 2024, il est nommé directeur artistique chez Tom Ford.

## Biographie
Adopté à l'âge de 9 mois par une famille française alsacienne dont le père est cartographe, Haider Ackermann  passe son enfance dans plusieurs pays d'Afrique (Éthiopie, Tchad et Algérie) et en France avant que la famille ne s'installe aux Pays-Bas. 
Marqué à treize ans par la découverte du travail d'Yves Saint Laurent, il se rend en Belgique en 1994 pour suivre, durant trois ans, des cours de stylisme à l'Académie royale des beaux-arts d'Anvers. Après cinq mois de stage chez John Galliano, il travaille comme assistant pour un de ses professeurs, le créateur belge Wim Neels. Les années suivantes, il travaille pour différentes marques, notamment Bernhard Willhelm, Patrick Van Ommeslaeghe avant de travailler comme styliste chez Mayerline. 
En 2001, aidé de Raf Simons, il crée sa propre marque et présente sa première collection féminine à Paris en mars 2001 lors de la Semaine des défilés. La collection 2002 attire l'attention de la maison Ruffo, spécialiste du vêtement de cuir haut de gamme, qui l'engage pour diriger les collections printemps-été et automne-hiver 2003 pour Ruffo Research. 
En 2005, il signe avec le groupe belge bvba 32 qui produit et diffuse des stylistes - où ses créations croisent celles de Ann Demeulemeester qui l'a souvent soutenu - et installe son atelier à Paris. Poursuivant sa carrière avec sa propre griffe féminine, il propose une unique collection pour hommes en 2010, dans une démarche créative destinée à souligner la collection pour femmes. 
Reconnu par ses pairs, en 2011 il compte parmi les stylistes pressentis pour succéder à John Galliano chez Dior, après avoir décliné la proposition de succession de Martin Margiela et que Karl Lagerfeld ait déclaré voir en lui la personne idéale pour lui succéder chez Chanel, certains commentateurs voyant en lui un « nouveau  Yves Saint Laurent ».
En septembre 2016, il se voit confier par la maison Berluti la succession d'Alessandro Sartori à la tête de la direction artistique, qu'il quitte en avril 2018 pour se consacrer à sa propre marque, remplacé par Kris Van Assche. En février 2021, il est recruté par la Maison Ullens comme consultant créatif pour y superviser le design des collections.   
En octobre 2022, il est choisi pour dessiner la collection haute couture 2023 de la maison Jean-Paul Gaultier, après Chitose Abe, Glenn Martens et Olivier Rousteing. Cette collaboration a vu le jour le 25 janvier 2023.  Il travaille également pour la marque de vêtement de sports Fila, et collabore avec la marque de soins Augustinus Bader pour laquelle il crée en 2023 un flacon au tirage limité. En 2024, il prend la direction artistique de la marque spécialisée en vêtements grand froid Canada Goose puis, en septembre 2024, il est nommé directeur créatif en charge des collections femmes, hommes, des accessoires et des lunettes chez Tom Ford.

### Style
Influencé par les différences culturelles, les créations de Haider Ackermann s'appuient sur les contrastes et mélangent les codes vestimentaires. Les coupes simples de ses créations sont souvent asymétriques et cousue de matières différentes, résolument modernes, dynamiques et urbaines, faisant appel aux ressources de la haute et basse culture, développant des vêtements de type streetwear proposant des silhouettes féminines sophistiquées et épurées.
Ses créations sont portées par Tilda Swinton, Penelope Cruz, Victoria Beckham, Kanye West, Janet Jackson ou encore Timothée Chalamet même si s'il reste attentif « parce que ce n’est pas intéressant de lire des articles qui parlent d’abord des célébrités, et ensuite des vêtements ». 
Sa collaboration avec la maison Berluti entamée en 2016 ouvre son univers plus largement à la mode masculine avec des pièces remarquées, comme des hoodies ou des bomber jackets en velours, adoptés notamment par Kanye West ou A$AP Rocky. À propos de son travail Haider Ackermann explique en 2018 : « mon boulot, c’est de faire de beaux vêtements, de rechercher un certain type de beauté  [:] si un homme ou une femme se sent bien dans [mes vêtements], alors j’ai fait mon boulot ».

### Distinctions
- 2004 : Swiss Textiles Award[21]
- 2012 : Fashion Group International Award for Design[22]

### Source partielle
- Article Haider Ackermann du Flanders Fashion Institute, sur le site Contemporary fashion archive, article en ligne

### Presse
- Loïc Prigent (photogr. Mario Sorrenti), « Haider Ackermann », Vogue Paris, no 929,‎ août 2012, p. 224 à 225 (ISSN 0750-3628)